# 1201 Third Avenue
1201 Third Avenue (рус. 1201 Третья авеню) — офисный небоскрёб, расположенный в городе Сиэтл (штат Вашингтон, США). 71-е по высоте здание США, 2-е по высоте здание штата Вашингтон и города Сиэтл (после Columbia Center) и 8-е по высоте на всём Западном побережье США.

## Описание
Местные жители иронично называют небоскрёб «Свеча зажигания» из-за внешнего сходства с этим устройством.
Основные характеристики
- Строительство: с 1986 по 1988 год[1]
- Высота: 235,3 м
- Этажей: 55[2] + 6 или 7 подземных
- Лифтов: 26 (скорость от 2,5 до 7,1 м/сек)
- Парковочных мест: 810
- Площадь помещений: 103 572—130 036[3] м²
- Архитектор: Kohn Pedersen Fox[англ.][4]
- Подрядчик: Howard S. Wright Companies[англ.]

## История
Строительство небоскрёба началось в 1986 году и было окончено два года спустя, 15 мая 1988 года здание было торжественно открыто. При возведении здания был использован самый высокий на то время грузоподъёмный кран в мире высотой 273 метра. Небоскрёб был возведён на месте гостиницы «Савой» (13 этажей, высота 41,2 м), которая стояла на этом месте с 1906 по 1986 год.
С момента открытия в 1988 году и до 2006 года небоскрёб служил штаб-квартирой банковского холдинга Washington Mutual (прекратил своё существование в 2008 году) и носил, соответственно, название Washington Mutual Tower.